# Grupo Teatral Independente
Grupo Teatral Independente (GTI) foi um grupo de teatro com sede na cidade de Curitiba. Era composto por atores imigrantes e descendentes de alemães.

## História
Criado por Willi Polewka em 1948, o GTI apresentou-se por diversas cidades do sul do Brasil. Sua estreia ocorreu em São Bento do Sul com a peça "A Mosca Espanhola". Os principais palcos do grupo foram o Teatro Guaíra, em Curitiba e no "Harmonie Gesellschaft", em Joinville e sua principal característica era encenar todas as suas peças em língua alemã, de autoria de conterrâneos e de autores brasileiros. As obras de autores brasileiros foram traduzidos para o alemão e apresentados, como dos autores Joracy Camargo e Pascoal Carlos Magno.
Em todo o seu tempo de existência, o grupo encenou 39 peças, com uma estimativa total de 43 mil espectadores, e deixou de existir em 1968.